# Font del Tinet (Erinyà)
La Font del Tinet és una font del poble d'Erinyà, pertanyent al municipi de Conca de Dalt, al Pallars Jussà. Antigament pertanyia al terme de Toralla i Serradell.
Està situada a 614,5 metres d'altitud, al sud-est d'Erinyà, a prop i al sud-oest de la Casa del Tinet, a ponent de la carretera N-260. És a l'extrem sud-est de la partida de les Planes.